# Niveau de vie en Nouvelle-Calédonie
La Nouvelle-Calédonie est une collectivité territoriale sui generis (ou « de son propre genre ») rattachée à la France qui a dans l'ensemble un niveau de vie comparable à celui de la grande majorité des régions françaises. Le PIB par habitant, qui s'élève en 2008 à 24 746,14 €, est proche de celui de Singapour et supérieur à celui de la Nouvelle-Zélande. Le taux d’investissement est supérieur à 30 %, comparable à celui de l’Inde et nettement supérieur à celui de la France métropolitaine.
Mais le coût de la vie reste élevé. L’isolement géographique, l’étroitesse du marché intérieur, la politique de protection tarifaire, les salaires élevés sont les principaux responsables de la cherté de la vie.
Cela est dû principalement à la forte période de croissance économique de 1998 à 2007 (3,7 % en rythme annuel moyen) grâce au deuxième boom du nickel.

## Richesse et pauvreté
La Nouvelle-Calédonie est riche (niveau de vie, indice de développement humain, emploi dynamique), et inégalitaire.
La pauvreté y est prégnante, géographiquement marquée, ethnicisée. Le taux de pauvreté (au seuil de 50 % du revenu médian) est à 9̥ % en province Sud, 35 % en Province Nord, 52 % aux Îles Loyauté. (Revue Juridique Politique et Économique de Nouvelle-Calédonie, no 22, 2013/2)
L'approche strictement monétaire « révèle particulièrement ses limites en Nouvelle-Calédonie en n'intégrant pas les ressources non monétaires, cruciales tant pour assumer l'existence que comme facteur de lien social (autoconsommation, dons, échanges). Le non-monétaire représenterait environ 30 % des ressources totales des groupes domestiques vivant en tribu. Au total, le non-monétaire c'est 8 % des ressources des Calédoniens, soit 28 milliards de francs.» (rjpenc/22/2013ː72) « En terre mélanésienne, traditionnellement, le pauvre est partie intégrante du groupe et bénéficie à ce titre de la solidarité clanique et tribale. » (rjpenc/22/2013ː74)
Selon Les synthèses de CEROM (Comptes Économiques Rapides de l'Outre-Mer, octobre 2012), globalement, les prix sont 234 % plus élevés en Nouvelle-Calédonie qu'en métropole, les prix des produits alimentaires le sont de 89 %.